# أريغارون فيلادلفيا
أريغارون فيلادلفيا أو يربا فيلادلفيا نوع نباتي ينتمي إلى جنس الأريغارون من الفصيلة النجمية.

## موطنه
أصل هذا النبات أمريكا الشمالية حيث ينتشر في شمال شرق الولايات المتحدة وجنوب شرق كندا.

## الوصف النباتي
نبات عشبي ذو بتلات بيضاء يشوبها لون بنفسجي.